# Coppa dell'Imperatore 2018 (pallavolo)
La Coppa dell'Imperatore 2018 si è svolta dal 14 al 23 dicembre 2018: al torneo hanno partecipato 24 squadre di club giapponesi e la vittoria finale è andata per la terza volta ai JT Thunders.

## Regolamento
La competizione prevede che vi prendano parte 24 squadre, che si affrontano in gara secca per tutto il corso del torneo, dal primo turno alla finale. I club provenienti dalla V.League Division 1 scendono in campo solo da secondo turno.

## Partecipanti
| - Aichi Gakuin Daigaku - Chūō Daigaku - Daido Steel Red Star - FC Tokyo - Fukuyama Heisei Daigaku - Higashi Fukuoka Jikyōkan - JT Thunders - JTEKT Stings | - Juntendō Daigaku - Kochi Chūgakkō - Nagano Tridents - Oita Weisse Adler - Osaka Furitsu Otsuka - Panasonic Panthers - Rakunan - Sakai Blazers | - Sendai Daigaku - Suntory Sunbirds - Tenri Daigaku - Toray Arrows - Toyoda Trefuerza - Tsukuba Daigaku - Voreas Hokkaido - Waseda Daigaku |

## Torneo

### Primo turno
| 14 dicembre 2018 Musashino Forest Sport Plaza, Chōfu Durata: ? - Spettatori: ? | Tsukuba Daigaku         | 3 - 0 | Daido Steel Red Star     | 25-19, 25-16, 26-24               |
| 14 dicembre 2018 Musashino Forest Sport Plaza, Chōfu Durata: ? - Spettatori: ? | Osaka Furitsu Otsuka    | 3 - 2 | Sendai Daigaku           | 25-23, 25-20, 23-25, 23-25, 15-9  |
| 14 dicembre 2018 Musashino Forest Sport Plaza, Chōfu Durata: ? - Spettatori: ? | Fukuyama Heisei Daigaku | 3 - 2 | Rakunan                  | 19-25, 21-25, 25-23, 28-26, 15-10 |
| 14 dicembre 2018 Musashino Forest Sport Plaza, Chōfu Durata: ? - Spettatori: ? | Chūō Daigaku            | 3 - 0 | Oita Weisse Adler        | 25-19, 25-20, 25-21               |
| 14 dicembre 2018 Musashino Forest Sport Plaza, Chōfu Durata: ? - Spettatori: ? | Voreas Hokkaido         | 3 - 1 | Juntendō Daigaku         | 22-25, 25-14, 25-20, 25-19        |
| 14 dicembre 2018 Musashino Forest Sport Plaza, Chōfu Durata: ? - Spettatori: ? | Aichi Gakuin Daigaku    | 3 - 0 | Kochi Chūgakkō           | 25-18, 25-20, 25-17               |
| 14 dicembre 2018 Musashino Forest Sport Plaza, Chōfu Durata: ? - Spettatori: ? | Nagano Tridents         | 3 - 0 | Waseda Daigaku           | 25-17, 26-24, 25-17               |
| 14 dicembre 2018 Musashino Forest Sport Plaza, Chōfu Durata: ? - Spettatori: ? | Tenri Daigaku           | 3 - 2 | Higashi Fukuoka Jikyōkan | 20-25, 29-31, 25-18, 25-21, 15-8  |

### Secondo turno
| 15 dicembre 2018 Musashino Forest Sport Plaza, Chōfu Durata: ? - Spettatori: ? | Panasonic Panthers | 3 - 2 | Tsukuba Daigaku         | 25-19, 24-26, 25-18, 20-25, 15-12 |
| 15 dicembre 2018 Musashino Forest Sport Plaza, Chōfu Durata: ? - Spettatori: ? | FC Tokyo           | 3 - 0 | Osaka Furitsu Otsuka    | 25-18, 25-21, 25-11               |
| 15 dicembre 2018 Musashino Forest Sport Plaza, Chōfu Durata: ? - Spettatori: ? | JTEKT Stings       | 3 - 0 | Fukuyama Heisei Daigaku | 25-20, 25-21, 25-20               |
| 15 dicembre 2018 Musashino Forest Sport Plaza, Chōfu Durata: ? - Spettatori: ? | Toray Arrows       | 3 - 0 | Chūō Daigaku            | 25-23, 23-25, 25-19, 25-22        |
| 15 dicembre 2018 Musashino Forest Sport Plaza, Chōfu Durata: ? - Spettatori: ? | JT Thunders        | 3 - 0 | Voreas Hokkaido         | 25-17, 25-20, 25-22               |
| 15 dicembre 2018 Musashino Forest Sport Plaza, Chōfu Durata: ? - Spettatori: ? | Suntory Sunbirds   | 3 - 0 | Aichi Gakuin Daigaku    | 25-18, 25-18, 25-17               |
| 15 dicembre 2018 Musashino Forest Sport Plaza, Chōfu Durata: ? - Spettatori: ? | Sakai Blazers      | 3 - 0 | Nagano Tridents         | 25-21, 25-20, 25-15               |
| 15 dicembre 2018 Musashino Forest Sport Plaza, Chōfu Durata: ? - Spettatori: ? | Toyoda Trefuerza   | 3 - 0 | Tenri Daigaku           | 25-18, 25-21, 25-11               |

### Quarti di finale
| 16 dicembre 2018 Musashino Forest Sport Plaza, Chōfu Durata: ? - Spettatori: ? | Panasonic Panthers | 3 - 0 | FC Tokyo         | 25-13, 25-17, 25-18 |
| 16 dicembre 2018 Musashino Forest Sport Plaza, Chōfu Durata: ? - Spettatori: ? | JTEKT Stings       | 0 - 3 | Toray Arrows     | 24-26, 20-25, 16-25 |
| 16 dicembre 2018 Musashino Forest Sport Plaza, Chōfu Durata: ? - Spettatori: ? | JT Thunders        | 3 - 0 | Suntory Sunbirds | 25-18, 25-22, 25-23 |
| 16 dicembre 2018 Musashino Forest Sport Plaza, Chōfu Durata: ? - Spettatori: ? | Sakai Blazers      | 0 - 3 | Toyoda Trefuerza | 21-25, 18-25, 22-25 |

### Semifinali
| 22 dicembre 2018 Ota City General Gymnasium, Tokyo Durata: 2h:14 - Spettatori: 2 000 | Panasonic Panthers | 2 - 3 | Toray Arrows     | 25-22, 31-29, 21-25, 20-25, 9-15 |
| 22 dicembre 2018 Ota City General Gymnasium, Tokyo Durata: 1h:28 - Spettatori: 2 500 | JT Thunders        | 3 - 0 | Toyoda Trefuerza | 25-18, 29-27, 25-16              |

### Finale
| 23 dicembre 2018 Ota City General Gymnasium, Tokyo Durata: 1h:38 - Spettatori: 1 700 | Toray Arrows | 0 - 3 | JT Thunders | 24-26, 22-25, 23-25 |